# Nozipho Magagula
Nozipho Nadine Magagula (sinh ngày 30 tháng 10 năm 1994) là một người mẫu, nữ hoàng sắc đẹp và nhà hoạt động môi trường người Nam Phi. Cô đã đăng quang Hoa hậu Trái Đất Nam Phi 2016, và trở thành đại diện của Nam Phi tham dự Hoa hậu Trái Đất 2016 được tổ chức vào ngày 29 tháng 10 năm 2016 tại Pasay, Philippines. Ở cuộc thi này, cô lọt Top 16.

## Cuộc sống cá nhân
Nozipho Magagula là một sinh viên y khoa tại Đại học Pretoria. Cô sinh ra ở Atteridgeville, ngay phía tây Pretoria. Cô đã hoàn thành chương trình giáo dục trung học tại Crawford College, Pretoria.

## Cuộc thi sắc đẹp

### Hoa hậu Trái Đất Nam Phi 2016
Nozipho đã đăng quang Hoa hậu Trái Đất Nam Phi 2016 trong một buổi dạ tiệc được tổ chức vào ngày 8 tháng 9, 2016 tại khách sạn The Palazzo, Montecasino ở Johannesburg. Cô được trao vương miện từ Hoa hậu năm trước, Carla Viktor và Bộ trưởng Bộ Du lịch, Derek Hanekom.
Nozipho nhận ra niềm đam mê của cô đối với hoạt động môi trường trong thời gian học là một sinh viên y khoa. Cô bắt gặp một em bé 8 tháng tuổi được đưa vào bệnh viện thị trấn bị chuột cắn do sơ suất không để ý môi trường. Trải nghiệm này bắt đầu hành trình của cô để làm nổi bật tầm quan trọng của môi trường trong chăm sóc sức khỏe.
Cô dành thời gian đương kim Hoa hậu của mình để thúc đẩy nhận thức về môi trường thông qua các dự án tham gia cộng đồng ở Nam Phi và trên toàn thế giới.

### Hoa hậu Trái Đất 2016
Nozipho đại diện cho quê hương tại Hoa hậu Trái Đất 2016 được tổ chức vào ngày 29 tháng 10 năm 2016 tại Khu thương mại Asia Arena ở Pasay, Philippines. 83 thí sinh từ các quốc gia và vùng lãnh thổ khác nhau đã cạnh tranh để trở thành chủ nhân mới của chiếc vương miện. Nozipho đã giành được huy chương bạc trong hạng mục châu Phi của Cuộc thi Trang phục dân tộc được tổ chức trong các hoạt động trước cuộc thi. Trong đêm chung kết, cô đã lọt vào Top 16.